# Exército Popular Revolucionário
Predefinição:Nais fontes
O Exército Popular Revolucionário (EPR; em castelhano Ejército Popular Revolucionario) é uma organização guerrilheira que surgiu no México no final do mês de junho de 1996, no estado de Guerrero, como braço-armado do clandestino PDPR (Partido Democratico Popular Revolucionario), de orientação maoísta. Alguns dirigentes do EPR participaram da criação do EZLN (Exército Zapatista de Libertação Nacional), porém, diferentemente dos zapatistas, vê a luta armada como principal meio de ação.
Sua primeira aparição pública foi em Guerrero em 28 de junho de 1996, aniversário do Massacre de Aguas Blancas um ano antes. Dezenas de homens armados declararam guerra ao governo mexicano e leram o "Manifesto das Águas Brancas", além de disparar dezessete tiros para o ar em homenagem aos mortos no massacre.
O EPR é uma fusão de vários grupos de esquerdistas que atuavam na década de 1970. Seu fundador e ideólogo é Felipe Martínez Soriano, ex-reitor da Universidade de Oaxaca, que acabou sendo preso acusado de participar do assassinato de dois seguranças da La Jornada, durante ataque a redação do jornal, na Cidade do México.
Algumas casas perto do balneário de Huatulco abrigam guerrilheiros do EPR, onde também são treinados os novos militantes e organizados em células partidárias.
Ao contrário dos zapatistas, o EPR utiliza armas, o que indica a enorme diferença de situação e idealização entre os dois grupos. O próprio comandante Ricardo, líder do EPR, disse, em comunicado, que não iria agir em Chiapas para não atrapalhar o processo de paz do EZLN com o governo do México.
Em 1998 o EPR anunciou que retomava a luta armada com o nome de Exército Revolucionário do Povo Insurgente (ERPI). Afirma dispor de várias centenas de combatentes, dedicados à autodefesa das comunidades indígenas face à violência dos paramilitares e do exército mexicano. O presidente do México, em seu discurso anual, declarou guerra ao EPR e prometeu combater com todo rigor como se fossem terroristas. Essa declaração do presidente Ernesto Zedillo foi, segundo o EPR, uma declaração de guerra.